# 골드 해변
골드(Gold), 또는 골드 해변(Gold Beach)은 1944년 6월 6일 연합군의 노르망디 상륙 당시 상륙 목표였던 5개의 해변 중 한 곳에 붙은 암호명으로, 5개의 지역 중 중앙인 포르텡베셍과 라리비에르 사이에 위치하고 있었다. 서쪽 구역 끝의 높은 절벽으로 인해 상륙은 라리비에르와 르아멜 사이의 평탄한 구역에서 이루어졌으며, 이 지역에 붙은 암호는 지그와 킹이었다. 골드 해변을 점령하는 것은 영국 육군의 임무였으며 주 임무 외에도 해상 수송, 기뢰 제거, 해상 포격의 임무는 네덜란드 해군과 폴란드 해군을 비롯한 영국 해군이 맡았다.
골드 해변의 목표는 해안가를 점령하고, 아로망슈를 점령하기 위해 서쪽으로 이동한 후, 오마하 해변의 미국 제5군단과 만나 바이외와 소항구 포르텡베셍을 점령하고, 주노 해변의 제3캐나다사단과 만나는 것이었다. 골드 해변을 방어하는 부대는 제352보병사단과 제716보병사단의 소속 부대였다. 약 2,000명의 병력이 골드 해변에 주둔하고 있었다. 노르망디 해변의 요새화는 1943년 10월 육군 원수 에르빈 롬멜의 지도 하에 이루어지고 있었다.
디데일 당일 해군의 포격이 05:30부터 시작되었고, 해안 상륙은 07:25부터 시작되었다. 높은 파도로 인해 상륙 주정의 상황은 어려워졌고, 상륙용 전차였던 DD 전차는 계획했던 것보다 해안가에 근접하거나 해안에 상륙하게 되었다. 에이젝스와 아르고넛의 직사로 인해 롱그쉬르메르 포대의 야포 4대 중 3대는 불능이 되었다. 오후 이후 4번째 포는 오후 이후 사격을 시작했고, 포대의 본부는 6월 7일 항복했다. 공습은 르아멜 거점을 공격하는데 실패했다. 르아멜 거점의 75mm 포는 16:00까지 운용되었고, AVRE 전차가 페타트 포를 측면에 쏜 이후 불능이 되었다. 라 리비에르의 88mm 포 역시 07:30에 전차의 공격으로 불능이 되었다.
한편, 연합군 보병은 해안가에 위치한 요새화된 집들을 정리하고 내륙의 목표들을 향해 진격하기 시작했다. 영국 코만도의 제47왕립해병코만도는 포르텡베셍으로 진격해 시가전을 벌인 후 6월 7일 항구를 점령했다. 서쪽에서는 햄프셔 연대의 제1대대가 아로망슈를 점령했고, 제69보병연대가 동쪽으로 진군해 주노 해변의 캐나다군과 만났다. 독일 제352보병사단의 강력한 저항으로 바이외는 6월 7일에 점령할 수 있었다. 골드 해변에서 영국군의 사상자는 1,000명에서 1,100명 사이로 추정되며, 독일군의 사상자 수치는 모른다.